# Episodi di Here's Lucy (prima stagione)
La prima stagione della serie televisiva Here's Lucy è stata trasmessa in anteprima negli Stati Uniti d'America dalla CBS tra il 23 settembre 1968 e il 17 marzo 1969.
| nº | Titolo originale                        | Titolo italiano | Prima TV USA      | Prima TV Italia |
| -- | --------------------------------------- | --------------- | ----------------- | --------------- |
| 1  | Mod, Mod Lucy                           |                 | 23 settembre 1968 |                 |
| 2  | Lucy Visits Jack Benny                  |                 | 30 settembre 1968 |                 |
| 3  | Lucy, the Process Server                |                 | 7 ottobre 1968    |                 |
| 4  | Lucy and Miss Shelley Winters           |                 | 14 ottobre 1968   |                 |
| 5  | Lucy, the Conclusion Jumper             |                 | 21 ottobre 1968   |                 |
| 6  | Lucy's Impossible Mission               |                 | 28 ottobre 1968   |                 |
| 7  | Lucy and Eva Gabor                      |                 | 11 novembre 1968  |                 |
| 8  | Lucy's Birthday                         |                 | 18 novembre 1968  |                 |
| 9  | Lucy Sells Craig to Wayne Newton        |                 | 25 novembre 1968  |                 |
| 10 | Lucy's Working Daughter                 |                 | 2 dicembre 1968   |                 |
| 11 | Guess Who Owes Lucy $23.50              |                 | 9 dicembre 1968   |                 |
| 12 | Lucy, the Matchmaker                    |                 | 16 dicembre 1968  |                 |
| 13 | Lucy and the Gold Rush                  |                 | 30 dicembre 1968  |                 |
| 14 | Lucy the Fixer                          |                 | 6 gennaio 1969    |                 |
| 15 | Lucy and the Ex-Con                     |                 | 13 gennaio 1969   |                 |
| 16 | Lucy Goes on Strike                     |                 | 20 gennaio 1969   |                 |
| 17 | Lucy and Carol Burnett                  |                 | 27 gennaio 1969   |                 |
| 18 | Lucy and the Great Airport Chase        |                 | 3 febbraio 1969   |                 |
| 19 | A Date for Lucy                         |                 | 10 febbraio 1969  |                 |
| 20 | Lucy, the Shopping Expert               |                 | 17 febbraio 1969  |                 |
| 21 | Lucy Gets Her Man                       |                 | 24 febbraio 1969  |                 |
| 22 | Lucy's Safari                           |                 | 3 marzo 1969      |                 |
| 23 | Lucy and Tennessee Ernie's Fun Farm     |                 | 10 marzo 1969     |                 |
| 24 | Lucy Helps Craig Get a Driver's License |                 | 17 marzo 1969     |                 |